# 草壁醜経
草壁醜経（くさかべのしこぶ）は、飛鳥時代の官吏。姓は連。穴戸（長門国の古称）の国司。冠位は大山。

## 経歴
草壁氏（草壁連・日下部連）は開化天皇裔の皇別氏族で、彦坐王の子である狭穂彦王の子孫とされる。
大化6年（650年）麻山（おのやま）で捕らえた白雉（しろきぎす、白いキジ）を孝徳天皇に献上する。この瑞祥によりに盛大な儀式が開かれて元号が「白雉」（はくち、びゃくち）に改められると共に、醜経も褒美として大山の冠位と多数の品物を与えられた。